# Transportkolonne Otto
Die Transportkolonne Otto war eine Widerstandsgruppe gegen den Nationalsozialismus um den kommunistischen Journalisten Willi Bohn.
Die Gruppe schmuggelte ab Frühjahr 1933 politische Zeitungen und Flugschriften, die in der Schweiz produziert wurden, sowie auch Waffen und Lebensmittel, über Rhein und Bodensee nach Südwestdeutschland und verbreitete so Informationen, die von den Nationalsozialisten zensiert wurden, etwa über die Bombardierung von Guernica.
Das Material wurde unter anderem über den Badischen Bahnhof in Basel auf den Weg gebracht. Anlaufstelle in Stuttgart war der untergetauchte KPD-Kreisleiter Wilhelm Dollmaier. Mitglieder der Gruppe waren neben Kommunisten auch Grenzbewohner aller Schichten und gewöhnliche Schmuggler.
Die Gruppe geriet im Oktober 1933 bereits ins Visier der Geheimen Staatspolizei (Gestapo), und neben Mitgliedern der Gruppe wurden insbesondere Willi Bohn und die Verteiler der geschmuggelten Zeitschriften bei der illegalen KPD-Kreisleitung in Stuttgart, zum Beispiel Walter Vielhauer, verhaftet. Dennoch konnte die Gruppe ihre Tätigkeit während der ganzen Zeit des Nationalsozialismus fortsetzen.